# Thagria birama
Thagria birama är en insektsart som beskrevs av Zhang 1994. Thagria birama ingår i släktet Thagria och familjen dvärgstritar. Inga underarter finns listade i Catalogue of Life.